# Maria de Portugal, Duquesa de Viseu
Maria, Infanta de Portugal (Lisboa, 18 de junho de 1521 - Lisboa, 10 de outubro de 1577), 6.ª Duquesa de Viseu, filha de D. Manuel I e da sua terceira esposa, Leonor da Áustria.
Foi impressa uma nota de 50$00 Chapa 9 de Portugal com a sua imagem.

## Personalidade
João de Barros descreveu-a como culta, digna e séria, diz-se que a sua personalidade era semelhante à da mãe, patrona e amante das artes, chegou a ser a mulher mais rica de Portugal.
Escreveu várias cartas e pelo menos um manuscristo «Christianissimae Galliarum Reginae Eleonora, Matri pientissima Maria obsequentissima filia salutem».

## Propostas de casamento
Após Carlos I ter aprisionado Francisco I em 1525, ele obrigou-o a satisfazer todas as suas vontades antes de libertá-lo, sendo uma delas a de se casar com a sua irmã D. Leonor, a fim de fortalecer as ligações entre a Espanha e a França, e ao mesmo tempo tentar limitar o poder da coroa francesa. Mas D. Leonor só aceitaria com a condição de que a sua filha D. Maria fosse prometida em casamento a Francisco de Valois, delfim da França, quando completasse 12 anos. Carlos I concordou, mas o casamento nunca se realizou, acabando o delfim por morrer quando ela tinha 15 anos de idade.
Sobre ela escreveu o autor Pierre de Brantôme:
«Je l'ai veue à Lisbonne en l'age de quarante cinq ans, une três belle et agréable fille, de bonne grace et belle apparence douce et agréable».
Além de bonita e simpática, a infanta era muito rica, detentora de enormes rendas, inúmeros negócios e muitos tesouros. Não lhe faltavam portanto pretendentes, tendo ao longo da vida recebido oito propostas de casamento. Foi, talvez, por ser muito rica que D. João III e os seus diplomatas nunca deixaram que ela se casasse ou que saísse de Portugal, pois estimava-se que, sendo o seu dote tão grande, isso resultaria num prejuízo de cerca de um milhão de cruzados, um valor incomportável para o tesouro real.

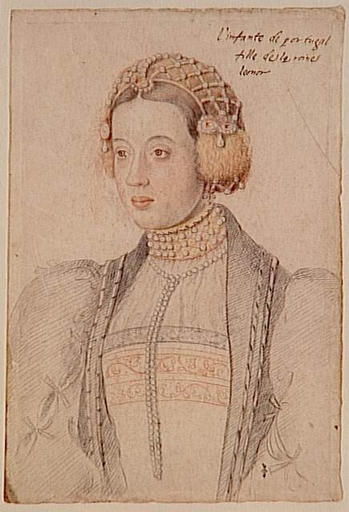
Retrato por François Clouet, 1541.

A infanta nunca se casou, contudo o Conde de Sabugosa, no seu livro Donas de Tempos Idos (1912) cita Pierre de Brantôme, que num trecho da sua obra La vie des dames galantes, faz menção dela a propósito de uma paixão (difícil de saber se consumada) que D. Maria teria tido por Francisco de Guise, Grão Prior de Lorena, que estivera algum tempo em Lisboa:
 «Apenas temos uma indiscrição de Brantôme, que nos dá um ligeiro rebate.
Viu-a ele repetidas vezes em Lisboa. E nas ocasiões em que esteve em seu palácio apercebeu-se, com aquele faro apurado que a experiência das coisas do coração feminino lhe dava, do sentir da Infanta pelo Grão Prior de Lorena, Francisco de Guise, irmão do célebre Duque de Guise e do Cardeal de Lorena, aquele mesmo que no Piemonte beijou na boca a Infanta D. Beatriz, com grande indignação dessa Princesa. Este passou algum tempo em Lisboa, na sua ida para a Escócia. Recebeu-o a Infanta muitas vezes e deu-lhe numerosos presentes, entre outros uma formosa cadeia de ouro, rubis e pérolas, que valia perto de cinco mil escudos e que o Grão-Prior várias vezes empenhou em Londres quando se encontrava em apuros, mas que logo tirou do prego
"car il l'aymoit pour amour de la dame de laquelle il etoit encaprissé, et fort pris. Et croy qu'elle ne l'aymoit point moins, et que voluntiers elle'eust rompu son noeud virginal pour luy; cela s'apelle par mariage, car c'estoit une três sage et vertueuse princesse". E mais adiante: "La dite princesse l'aymoit fort, et m'en parla en três bonne part, et le regreta fort m'interrogeant de sa mort et comme esprise ainsi qu'il est aisé en telles choses, à un homme un peuclair voyant le cognoistre." 
Foi talvez o seu único romance! A voz do coração não a podia ela ter ouvido imperiosa, quando sua mãe a destinou ao Delfim de França, ambos ainda de poucos anos, na intenção de a ter perto de si. Nem tão pouco sentiu qualquer rebate sentimental pelo Arquiduque Maximiniano, filho de Fernando de Hungria. Ainda menos por Filipe, o filho de Carlos I, que acabava de enviuvar e que depois casou com Maria Tudor, a sanguinária inglesa. Nem tão pouco por esse mesmo Filipe II, já Rei de Espanha, quando, outra vez viúvo, lhe foi proposto para marido, ao que ela respondeu: Nem que fosse com o rei de todo o mundo.»
A partir de então e até ao final da vida, recusou todas as propostas de casamento, dedicando-se completamente à religião.

## Obras
Patrocinou e financiou em 1568 a construção de uma igreja dedicada a receber o relicário de Engrácia de Saragoça, construção essa que seria reformulada quase na totalidade após um grande temporal, a partir de 1682. A igreja é conhecida como Igreja de Santa Engrácia, tendo hoje o estatuto de Panteão Nacional. A partir de 1575, patrocina igualmente conversão de uma ermida existente, desde 1496, entre as freguesias da Luz e Carnide, em Lisboa, dando origem, desde 1594 (data da conclusão das obras) à Igreja de Nossa Senhora da Luz, em Carnide, Lisboa.
Morreu, sem casar e sem filhos, no dia 10 de outubro de 1577, em Lisboa. Está enterrada na Igreja de Nossa Senhora da Luz em Carnide, Lisboa.